# Arthur Biyarslanov
Arthur Biyarslanov (russisch Артур Биярсланов / Artur Bijarslanow; * 22. April 1995 in Machatschkala, Dagestan, Russland als Movladdin Biyarslanov) ist ein kanadischer Profiboxer tschetschenischer Abstammung im Halbweltergewicht.

## Amateurkarriere
Biyarslanov ist in der russischen Kaukasusrepublik Dagestan geboren, kam im Alter von vier Jahren nach Aserbaidschan und 2005 nach Kanada, wo er im Alter von zwölf Jahren mit dem Boxen begann. National wurde er 2011 Kanadischer Juniorenmeister im Leichtgewicht, 2012 Kanadischer Jugendmeister im Halbweltergewicht sowie 2014 und 2017 Kanadischer Meister im Halbweltergewicht.
Beim deutschen Brandenburg Cup 2012 gewann er Bronze, nachdem er im Halbfinale gegen Eimantas Stanionis ausgeschieden war. Bei den Jugend-Weltmeisterschaften 2012 in Jerewan kam er gegen die Starter aus den USA und Georgien ins Achtelfinale, wo er erneut gegen Eimantas Stanionis knapp mit 11:12 ausschied.
2014 nahm er an den Commonwealth Games in Glasgow teil, wo er gegen Manoj Kumar mit 1:2 im Achtelfinale ausschied. Beim Jose 'Cheo' Aponte Tournament 2015 in Caguas gewann er Bronze. Nach Siegen gegen die Boxer aus Puerto Rico und der Dominikanischen Republik, unterlag er erst im Halbfinale gegen Danielito Zorrilla mit 1:2.
Im Juli 2015 gewann er die Panamerikanischen Spiele in Toronto. Er schlug dabei Lucas Gimenez aus Argentinien, Luis Arcón aus Venezuela und Yasniel Toledo aus Kuba. Im August 2015 stieg er mit der Bronzemedaille kampflos im Halbfinale der Panamerikameisterschaften in Vargas aus. Er hatte zuvor den Brasilianer Joedison Teixeira und den US-Amerikaner Tyrek Irby besiegt.
Im Oktober 2015 startete er bei den Weltmeisterschaften in Doha. Dort schied er jedoch im ersten Kampf gegen Collazo Sotomayor aus. Nach seinem Sieg beim nationalen Olympiaqualifikationsturnier in Montreal im Dezember 2015, gewann er im März 2016 auch die Olympiaqualifikation des amerikanischen Kontinents in Buenos Aires. Er schlug dabei Danielito Zorrilla, Carlos Tovar und Luis Arcón. Damit qualifizierte sich Biyarslanov als einziger kanadischer Boxer für die Olympischen Sommerspiele 2016 in Rio de Janeiro. Bei Olympia gewann er die Vorrunde gegen Obada Alkasbeh aus Jordanien (3:0), schied jedoch im Achtelfinale gegen den Deutschen Artem Harutiunian (0:2) aus.
Bei den Panamerikameisterschaften 2017 stieg er aufgrund einer Ohrenverletzung kampflos im Halbfinale aus und gewann eine Bronzemedaille. Damit qualifizierte er sich für die Weltmeisterschaften 2017 in Hamburg, wo er in der Vorrunde Evaldas Petrauskas besiegte und im Achtelfinale gegen Elvis Rodriguez ausschied.
Insgesamt bestritt er als Amateur 98 Kämpfe, von denen er 85 gewann.

## Profikarriere
Sein Profidebüt gewann er am 15. Dezember 2018 in Toronto. Nach zwei Siegen unterzeichnete er im März 2019 einen Vertrag beim britischen Promoter Eddie Hearn (Matchroom USA), sein Manager wurde Keith Connolly.
Nach 14 Siegen in Folge bestritt er am 6. Juni 2024 seinen ersten Titelkampf um die Nordamerikameisterschaft der NABF im Halbweltergewicht und siegte vorzeitig gegen den Argentinier Elias Haedo. Danach verteidigte er den Titel jeweils gegen den Ungar Tamás Kiliti, den Argentinier Jonathan Eniz und den Franzosen Mohamed Mimoune.